# Gazar I (ormiański patriarcha Konstantynopola)
Gazar I (ur. ?, zm. ?) – w latach 1660–1663 27. ormiański Patriarcha Konstantynopola.